# پیپرلونگومین
پیپرلونگومین (به انگلیسی: Piperlongumine) یک ترکیب شیمیایی با شناسه پاب‌کم ۶۳۷۸۵۸ است. 